# Schildorn
Schildorn osztrák község Felső-Ausztria Riedi járásában. 2021 januárjában 1200 lakosa volt.

## Elhelyezkedése

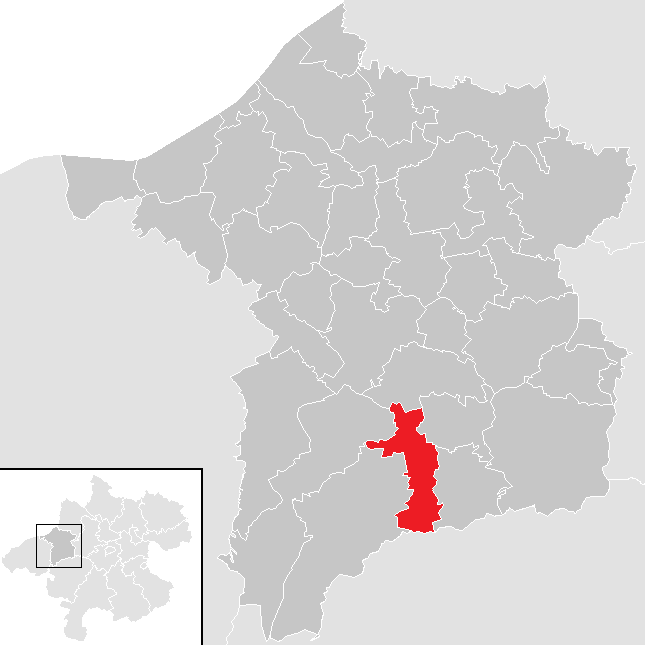
Schildorn a Ried im Innkreis-i járásban

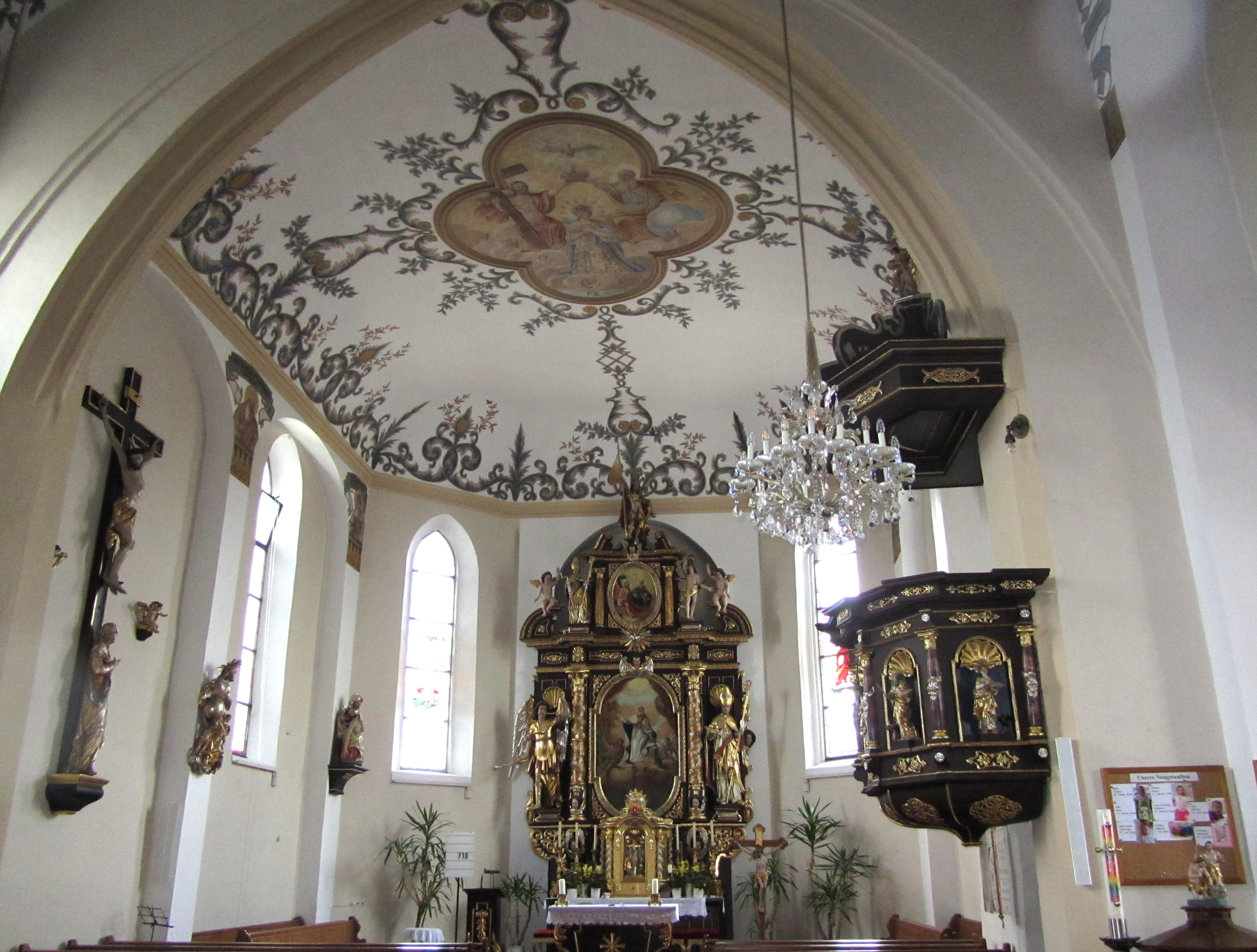
A templom belső tere

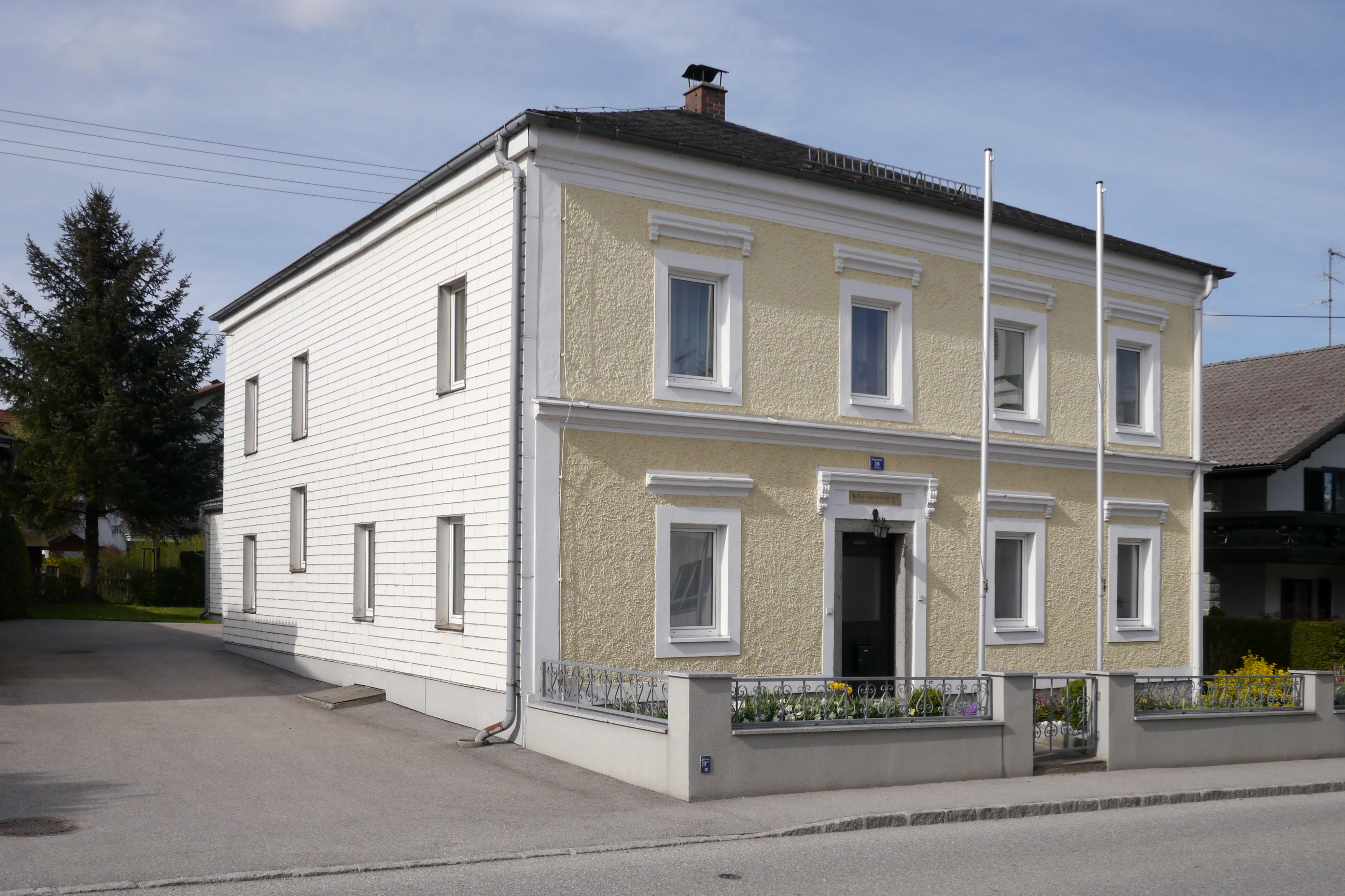
A katolikus plébánia

Schildorn a tartomány Innviertel régiójában fekszik, a Hausruck-Kobernaußerwald dombság északi peremén. Legmagasabb pontja a 683 méteres Hengstberg. Területének 18,8%-a erdő, 72,6% áll mezőgazdasági művelés alatt. Az önkormányzat 23 települést és településrészt egyesít: Aigen (57 lakos 2021-ben), Au (10), Auerding (30), Ebersau (127), Freidling (31), Kronawitten (10), Lehen (24), Litzlham (62), Marö (17), Ottenberg (9), Otzling (13), Parz (18), Piereth (16), Rampfen (85), Rendlberg (17), Sankt Kollmann (104), Schildorn (453), Schmidsberg (25), Streit (7), Weiketsedt (37), Weissenbrunn (9), Winkl (25) és Wolfersberg (14).
A környező önkormányzatok: nyugatra Waldzell, északnyugatra Lohnsburg am Kobernaußerwald, északra Neuhofen im Innkreis, északkeletre Pattigham, délkeletre Pramet, délkeletre Frankenburg am Hausruck.

## Története
Schildornt először 903-ban említik. Neve frank eredetű (az ófelnémet sciltarin a királyi pajzshordozók falvát jelzi). Temploma sokáig a térség fő anyaegyházának számított, ez azonban 1300 körül átkerült az akkor már jelentősebb Waldzellbe. Birtokosa a Schildorn nemzetség volt, amely azonban a 13. században kihalt és a falut onnantól Ried prépostsága igazgatta.
A régió 1779-ig Bajorországhoz tartozott; ekkor a bajor örökösödési háborút lezáró tescheni béke Ausztriának ítélte az Innviertelt. 1784-ben II. József egyházrendeletét követően megalakult Schildorn és Pramet közös egyházközsége. 1811-ben leégett a plébánia és a falvak anyakönyvei is elpusztultak.
A napóleoni háborúk alatt Schildorn rövid időre visszatért a francia bábállam Bajországhoz, de 1816 után végleg Ausztriáé lett. Az 1848-as forradalom után megalakultak a helyi községek, ekkor jött létre Schildorn és Pramet önkormányzata, amelyből az utóbbi 1884-ben különvált.
Az 1938-as Anschluss után a települést a Harmadik Birodalom Oberdonaui gaujába sorolták be. A második világháborút követően visszatért Felső-Ausztriához.

## Lakosság
A schildorni önkormányzat területén 2021 januárjában 1200 fő élt. A lakosságszám 1961 óta gyarapodó tendenciát mutat. 2019-ben az ittlakók 95,9%-a volt osztrák állampolgár; a külföldiek közül 2,1% a régi (2004 előtti), 1,2% az új EU-tagállamokból érkezett. 2001-ben a lakosok 94,8%-a római katolikusnak, 1,4% mohamedánnak, 2,3% pedig felekezeten kívülinek vallotta magát. Ugyanekkor egy magyar élt a községben; a legnagyobb nemzetiségi csoportot a németek (97,4%) mellett a bosnyákok alkották 1%-kal.
A népesség változása:

| 2016 | 1 194 |
| 2018 | 1 227 |

## Látnivalók
- a Szt. Márton-plébániatemplom

## Híres schildorniakk
- Jacqueline Seifriedsberger (1991-), világbajnoki ezüstérmes síugró

## Fordítás
- Ez a szócikk részben vagy egészben  a   Schildorn című német Wikipédia-szócikk ezen változatának fordításán alapul.  Az eredeti cikk szerkesztőit annak laptörténete sorolja fel. Ez a jelzés csupán a megfogalmazás eredetét és a szerzői jogokat jelzi, nem szolgál a cikkben szereplő információk forrásmegjelöléseként.